# Železnaja pjata
Železnaja pjata (Железная пята) è un film del 1919 diretto da Evgenij Ivanov-Barkov, Leonid Leonidov, Vladimir Gardin, Tamara Gleboda, Ol'ga Preobraženskaja e Andrej Gorčilin.